# Арман Форшеріо
Арман Форшеріо (фр. Armand Forcherio, нар. 1 березня 1941, Монако) — монакський футболіст, що грав на позиції захисника. Відомий за виступами у футбольному клубі «Монако», який грає у системі футбольних ліг Франції. після завершення виступів на футбольних полях — футбольний тренер, єдиний головний тренер «Монако» родом із цього князівства за всю його історію.

## Кар'єра гравця
Арман Форшеріо народився в Монако. Розпочав виступи на футбольних полях у 1961 році в місцевому клубі «Монако», який грає у системі футбольних ліг Франції, в якому виступав до закінчення кар'єри гравця у 1972 році. У складі команди в сезоні 1962—1963 років зробив «золотий дубль» — став чемпіоном Франції та володарем Кубка Франції.

## Тренерська кар'єра
Після завершення кар'єри гравця Арман Форшеріо у 1972—1974 був головним тренером французького клубу «Арль-Авіньйон». У 1976 році Форшеріо очолив рідний клуб «Монако», ставши першим місцевим мешканцем, який очолив «Монако», проте під час його керівництва клуб із князівства виступив невдало, та вибув з Дивізіону 1, і невдовзі Форшеріо покинув клуб.

## Титули і досягнення
- Чемпіон Франції (1):

«Монако»: 1962–1963
- Володар Кубка Франції (1):

«Монако»: 1962–1963
- Володар Суперкубка Франції (1):

«Монако»: 1961